# 1 Dywizja Pancerna (USA)
1 Dywizja Pancerna (ang. 1st Armored Division) – związek taktyczny Armii Stanów Zjednoczonych, bazująca w Fort Bliss w stanie Teksas.

## Historia
Dywizja została sformowana 15 lipca 1940 na bazie 7 Brygady Kawalerii. Jej chrztem bojowym był udział w operacji Torch. Następnie dywizja walczyła w Afryce Północnej, gdzie wzięła udział w ostatecznym rozbiciu sił niemieckich w Tunezji w maju 1943. Po kilku miesiącach reorganizacji w Maroku dywizja została przewieziona do Włoch i wyładowana w Neapolu w październiku 1943. Swój szlak bojowy zakończyła w dolinie Padu. Po zakończeniu wojny została przebazowana do Niemiec, gdzie służyła w siłach okupacyjnych. Na wiosnę 1946 wróciła do Stanów Zjednoczonych i tam została rozwiązana.
Po wybuchu wojny koreańskiej dywizja została reaktywowana 7 marca 1951 w Fort Hood w stanie Teksas, w ramach programu rozbudowy armii wobec narastającego napięcia z ZSRR. Po kilku latach w Teksasie, w 1956 dywizja została przebazowana do Fort Polk w stanie Luizjana. Podczas kryzysu kubańskiego dywizja była wysłana do portów w południowych stanach USA, by móc wziąć udział w ewentualnej inwazji na Kubę. Pododdziały dywizji brały udział w wojnie wietnamskiej. Jedna z brygad wzięła udział w przywróceniu porządku publicznego w czasie zamieszek ulicznych w Chicago.
W wyniku wojny w Wietnamie nastąpiła fundamentalna reorganizacja amerykańskiej armii. Dywizja została przebazowana w 1971 do Niemiec, zastępując tam 4 Dywizję Pancerną. Została zakwaterowana w okolicach Wiesbaden i przez następne dwadzieścia lat przygotowywała się do odparcia ataku wojsk Układu Warszawskiego.
Na jesieni 1990 dywizja została wysłana do Arabii Saudyjskiej i wzięła udział w wojnie w Zatoce Perskiej. Podczas krótkotrwałej wojny lądowej w lutym, 1991 wykonała wyznaczone jej zadanie zniszczenia sił irackiej Gwardii Republikańskiej. W maju 1991 powróciła do Niemiec, gdzie stacjonuje do dzisiaj. Stamtąd jej pododdziały wzięły udział w operacjach stabilizacyjnych w Bośni (1995–96) i Kosowie (1999).
Dwa bataliony dywizji wzięły udział w inwazji na Irak w 2003. W maju tego roku reszta dywizji została wysłana do Iraku i przejęła odpowiedzialność za Bagdad. Dywizja miała wrócić do Niemiec w kwietniu 2004, lecz jej pobyt w Iraku został przedłużony o trzy miesiące, by wykorzystać dywizję do stłumienia powstania przywódcy szyitów Muktady as-Sadra.
Podczas całego pobytu w Iraku dywizja straciła 125 zabitych żołnierzy.
3 Brygada dywizji bazująca w USA wróciła do Iraku w lutym 2005, gdzie wspierała 3 Dywizję Piechoty. 1 Brygada została ponownie wysłana do Iraku w styczniu 2006.

## Linki zewnętrzne

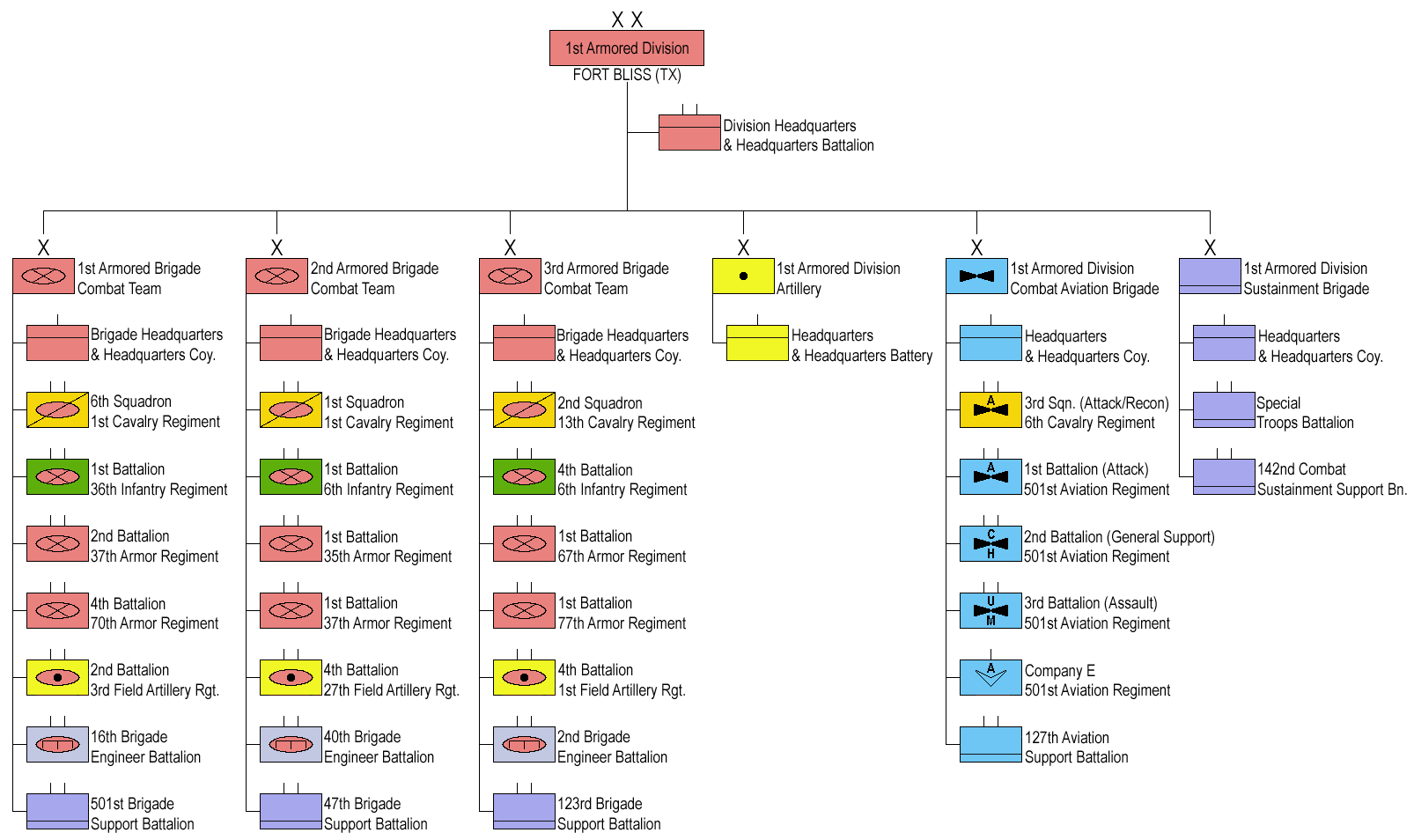
Struktura organizacyjna dywizji w 2019